# 11.º Prêmio Jabuti
O 11º Prêmio Jabuti foi realizado em 1969, premiando obras literárias referentes a lançamentos de 1968.

## Prêmios
Os premiados foram:
| Categoria                                          | Obra                       | Autor                           |
| Personalidade literária do ano                     |                            | Nelson Palma Travassos          |
| Autor revelação – Literatura adulta                | Canto sem mim              | Ramão Gomes Portão              |
| Biografia e/ou memórias                            | Martins Fontes             | Jacob Penteado                  |
|                                                    | Planalto                   | Afonso Arinos de Melo Franco    |
| Capista                                            | Barro blanco               | Jayme Cortez                    |
| Contos / Crônicas / Novelas                        | Corrente de um elo só      | Maria Cecília Caldeira          |
| Estudos literários (ensaios)                       | Do barroco ao modernismo   | Péricles Eugênio da Silva Ramos |
| Ilustrações                                        | Minas, cidades barrocas    | Renée Lefèvre                   |
| Literatura infantil                                | Aventuras de Dito Carreiro | Jannart Moutinho Ribeiro        |
| Literatura juvenil                                 | O menino dos palmares      | Isa Silveira Leal               |
| Melhor crítica e/ou noticiário literário (jornais) | Folha de S. Paulo          | José Geraldo Nogueira Moutinho  |
| Poesia                                             | Cadernos de capazul        | Stella Carr                     |
| Romance                                            | Noites do relâmpago        | Ibiapaba Martins                |

## Ver Também
- Prêmio Prometheus
- Os 100 livros Que mais Influenciaram a Humanidade
- Nobel de Literatura